# Sedgefield (Sudafrica)
Sedgefield è una cittadina costiera sudafricana situata nella municipalità distrettuale di Eden nella provincia del Capo Occidentale.

## Geografia fisica
Sedgefield è affacciata sull'oceano Indiano a ovest della città di Knysna e a est della città di George.